# Túpac Hualpa
Túpac Huallpa (? – říjen 1533 Cusco) byl v roce 1533 krátce inka – vládce Tahuantinsuyu. Byl však loutkovým vládcem ovládaným Španěly. Inkou se stal poté, co jeho předchůdce Atahualpu popravili španělští conquistadoři. Sám byl z cuscánské větve rodu a byl příbuzným inky Huáscara (předchůdce Atahualpy, který jím byl poražen v občanské válce a zabit). V říjnu 1533 však Túpac Huallpa za nevyjasněných okolností zemřel, pravděpodobně na pravé neštovice.